# Каратаева (деревня)
Карата́ева — деревня в Заларинском районе Иркутской области России. Входит в состав Мойганского муниципального образования.

## География
Деревня находится на расстоянии примерно в 28 км к юго-западу от рабочего посёлка Залари, административного центра района.

## Население
| 2002 | 2010 | 2011 | 2012 |
| ---- | ---- | ---- | ---- |
| 134  | ↘33  | →33  | ↘28  |

### Половой состав
По данным Всероссийской переписи, в 2010 году в деревне проживали 33 человека (17 мужчин и 16 женщин).